# Kastel (bier)
Kastel is een Belgisch bier van hoge gisting.
Het bier werd oorspronkelijk gebrouwen door enkele amateurbrouwers uit Kasterlee in 2006. Het amberkleurige bier had succes, waardoor er werd besloten om naar een echte brouwerij uit te kijken. Het bier wordt gebrouwen in de Proefbrouwerij te Lochristi nabij Gent.  

## Varianten
- Kastel 2460, amber bier met een alcoholpercentage van 7,0%.
- Pompoen 2460, pompoenbier met een alcoholpercentage van 6,0%.
- De Witte Madam, tripel bier met een alcoholpercentage van 8,5%.